# Małgorzata Malicka
Małgorzata Dudzińska-Malicka (ur. 28 maja 1959 w Warszawie) – polska dziennikarka, poetka i pisarka, autorka książki Życie jest piękne. Członek Stowarzyszenia Autorów, Dziennikarzy i Tłumaczy w Europie (APAJTE). Obecnie (od 2007) mieszka we Francji.
Pseudonimy dziennikarskie: Ola Piwoń, Adelajda Dobrochna, Aleksandra Góroń-Górecka.

## Życiorys
Ukończyła XLVII Liceum Ogólnokształcące im. Stanisława Wyspiańskiego w Warszawie w klasie o profilu humanistycznym.
Studiowała teatrologię na Wydziale Wiedzy o Teatrze w Akademii Teatralnej im. Aleksandra Zelwerowicza (dawniej: PWST, czyli Państwowa Wyższa Szkoła Teatralna) w Warszawie oraz grafikę na Akademii Sztuk Pięknych w Warszawie (ASP).
W latach 1984–2007 publikowała swoje teksty oraz zdjęcia m.in. w: „Radarze” (poezja), „Kulturze” (poezja), „Kierunkach” (debiut poetycki), „Sztandarze Młodych”, „Itd”, „Związkowcu – Tygodniku Popularnym”, „Rzeczpospolitej”, „Super Expressie”, „Expressie Wieczornym”, „Życiu Warszawy”, Tygodniku „Kobieta i Mężczyzna”, Tygodnikach: „VETO Tygodnik Każdego Konsumenta”, „Pani Domu”, „Na Żywo”, Kwartalniku Kobiet Kreatywnych „Kosmetyka”.
W swoim dorobku dziennikarskim i publicystycznym (artykuły, wywiady, reportaże, reportaże wcieleniowe, felietony, recenzje książek, filmowe i z wystaw plastycznych) posiada kilkaset wywiadów przeprowadzonych z najwybitniejszymi polskimi artystami wszystkich dziedzin, między innymi z: Agnieszką Osiecką, Agatą Passent, Marią Czubaszek, Niną Andrycz, Krystyną Jandą, Mają Komorowską, Dorotą Stalińską, Beatą Tyszkiewicz, Barbarą Wrzesińską, Anną Chodakowską, Igą Cembrzyńską, Stanisławą Celińską, Katarzyną Figurą, Jolantą Lothe, Piotrem Lachmannem, Krzysztofem Pendereckim, Włodzimierzem Korczem, Stanisławem Sojką, Jackiem Kaczmarskim, Emilianem Kamińskim, Olafem Lubaszenko, Michałem Bajorem, Haliną Frąckowiak, Katarzyną Groniec, Edytą Górniak, Adamem Hanuszkiewiczem, Andrzejem Kondratiukiem, Marią Nurowską, Krzysztofem Pruszkowskim.